# Зыяратъелга
Зыяратъелга (устар. Зыярателга) — река в Ишимбайском районе Башкортостана, правый приток Тайрука.
Протекает в 10 км к востоку от окраин Ишимбая. Исток — западнее деревни Аникеевский, устье — на территории села Кинзебулатово. Возле села река запружена.
Название происходит от башкирских слов зыярат (кладбище) и йылға (река).